# Хабикино
Хабикино (јап. 羽曳野市) град је у Јапану у префектури Осака. Према попису становништва из 2005. у граду је живело 118.695 становника.

## Становништво
Према подацима са пописа, у граду је 2005. године живело 118.695 становника.
| 1995.   | 2000.   | 2005.   |
| ------- | ------- | ------- |
| 117.735 | 119.246 | 118.695 |